# Hell Let Loose
Hell Let Loose – sieciowa gra komputerowa z gatunku strzelanek pierwszoosobowych wyprodukowana przez studio Expression Games i Cover 6 Studios, wydana przez Team17. Gracze wcielają się w żołnierzy walczących w największych bitwach na froncie zachodnim, północnoafrykańskim i wschodnim II wojny światowej, działając w oddziałach wielkości plutonu.
Hell Let Loose działa na silniku Unreal Engine 4.

## Rozgrywka
Gra oferuje rozgrywkę wyłącznie w trybie wieloosobowym, umożliwiając stoczenie potyczek pomiędzy dwoma drużynami składającymi się z Niemców, Amerykanów, Brytyjczyków, Sowietów lub podfrakcji niemieckiej Afrika Korps i brytyjskiej 8 Armii. Każda drużyna składa się z wielu mniejszych oddziałów strzeleckich złożonych z sześciu żołnierzy, oddziałów pancernych składających się z trzech członków załogi czołgu i oddziałów rozpoznawczych składających się z dwóch żołnierzy. Od października 2024 roku w grze istnieją trzy tryby gry: Warfare, Offensive i Control Skirmish. We wszystkich trzech trybach mapa jest podzielona na sektory, które każda drużyna stara się przejąć i obronić. Drużyny składają się z 50 graczy każda (łącznie 100 graczy w jednej grze). W trybie Warfare grę wygrywa się, przejmując kontrolę na wszystkimi pięcioma sektorami lub kontrolując większość z nich, gdy skończy się czas. W trybie Offensive drużyna broniąca kontroluje wszystkie sektory na początku starcia, a celem strony przeciwnej jest przejęcie ich wszystkich w ciągu 30 minut. W trybie Control Skirmish istnieje jeden główny cel, który obie drużyny starają się kontrolować, zanim skończy się czas, a mapa jest bardziej skondensowana.
Hell Let Loose oferuje również strategiczną meta-grę opartą na zasobach inspirowaną rozgrywką RTS-ów.

### Klasy
Gra oferuje 14 grywalnych klas. W oddziale piechoty występuje dziewięć klas: oficer, strzelec, strzelec pistoletu maszynowego, szturmowiec, żołnierz wsparcia, operator broni przeciwpancernej, strzelec karabinu maszynowego, inżynier i medyk. W jednostkach pancernych przewidziano dwie klasy: dowódcę czołgu i członków załogi czołgu. Jednostki rozpoznawcze mają również dwie klasy, obserwatora i snajpera. Oprócz tego istnieje funkcja dowódcy, który odpowiada nie tylko za zespół i oddziały, ale także za rozmieszczenie pojazdów, ataki lotnicze i zrzuty zaopatrzenia.

### Mapy
Gra obecnie oferuje 17 unikalnych map umiejscowionych w różnych miejscach Europy, nawiązujących do prawdziwych bitew II wojny światowej. Mapy zaprojektowano, łącząc współczesne zdjęcia satelitarne, archiwalne zdjęcia lotnicze i street view. Dodatkowo istnieją unikalne podfrakcje dla konkretnych map, np. niemiecka Afrika Korps i brytyjska 8 Armia są obecne tylko na mapach El Alamein i Tobruk. Wyróżniają się one unikalnym pustynnym wyposażeniem, mundurami i uzbrojeniem.

## Produkcja
Gra została stworzona i opracowana przez australijskie studio Black Matter, kierowane przez Maximiliana Reę, który po raz pierwszy ogłosił ją za pośrednictwem udanej kampanii crowdfundingoej na platformie Kickstarter w 2017 roku, która zebrała łącznie 220 000 USD. Gra została pierwotnie wydana na Microsoft Windows we wczesnym dostępie na platformie Steam 6 czerwca 2019 roku – w 75. rocznicę lądowania w Normandii, a w pełnej wersji wydana dwa lata później, 27 lipca 2021 roku. Później ukazała się także na PlayStation 5 i Xbox Series X/S 5 października 2021 roku. W styczniu 2022 roku Black Matter sprzedało grę swojemu wydawcy Team17 za 31 milionów funtów ze zobowiązaniem do zapłacenia dodatkowych 15 milionów w zależności od wyników sprzedażowych gry. Dalszy rozwój gry został przekazany Team17 w grudniu 2022 roku, po czym spółka założyła Cover 6 Studios na początku 2023 roku, aby wydzielić osobną ekipę do pracy nad rozwojem i potencjalnie nad kolejną grą z serii. W kwietniu 2023 roku Team17 podpisało umowę z brytyjskim studiem Expression Games, aby kontynuować rozwój gry.
W lipcu 2023 roku Team17 wydało zwiastun kolejnej aktualizacji do gry, „Devotion to Duty”. Zwiastun spotkał się z negatywnym przyjęciem zarówno wśród społeczności graczy, jak i poza nią, ponieważ nie pokazywał takiej rozgrywki jak wcześniej, a także zawierał wiele błędów graficznych i animacyjnych. Następnie gra zaczęła otrzymywać wiele negatywnych recenzji na platformie Steam. W obliczu powszechnej krytyki Cover 6 Studios i Team17 wydały wspólne przeprosiny oraz ogłosiły plany dalszego ulepszania gry na swojej stronie na Reddicie.

## Odbiór
Hell Let Loose otrzymało „ogólnie pozytywne” recenzje na platformach Microsoft Windows i Xbox Series X oraz „mieszane lub przeciętne” recenzje dla PlayStation 5 według agregatora recenzji Metacritic.
PCGamesN chwali wykorzystanie pracy zespołowej w grze, pisząc, że „dobrze przeprowadzony atak na umocniony punkt wroga wymaga osłonięcia podejścia zasłoną dymną [...] Udział w takim ataku to wyjątkowo ekscytujące doświadczenie, jakiego nie przeżyłem w żadnej innej grze typu shooter”. Z drugiej strony recenzent „PC Gamer”, ciesząc się ze zmian, które uczyniły wrażenie wojny w Hell Let Loose jeszcze bardziej dosadnym, nadal uważa, że udźwiękowienie nie stoi na najwyższym poziomie, pisząc: „Moim głównym problemem jest dźwięk [...] Gdyby wszystko było dostrojone prawidłowo, broń powinna być tak głośna, że nie słyszałbym mojego towarzysza przez radio. W tym miejscu Hell Let Loose trochę zawodzi. Bez względu na to, jak bardzo bawię się suwakami audio, gra nigdy nie jest wystarczająco głośna, jak na mój gust”.